# Prostitution aux Bahamas
La prostitution aux Bahamas est légale mais les activités connexes telles que la tenue de lupanar et le racolage sont interdites. Le pays est une destination de tourisme sexuel, y compris des circuits «tout compris». L'ONUSIDA estime qu'il y a 3 000 prostituées aux Bahamas.
Pendant la République des Corsaires (vers 1706 - 1718), Nassau et le reste de l'île de New Providence étaient le paradis de l'alcool et de la prostitution pour les pirates,.
Le trafic sexuel est un problème sur l'île.

## Trafic sexuel
Les trafiquants d'êtres humains exploitent des victimes locales et étrangères aux Bahamas, et les trafiquants exploitent les victimes des Bahamas à l'étranger. Les trafiquants recrutent des travailleurs ou travailleuses migrant(e)s, en particulier ceux d'Haïti, de la Jamaïque, de la République dominicaine, de la Chine, du Costa Rica, de Cuba, de la Colombie, du Venezuela, des Philippines et des États-Unis par le biais de fausses offres d'emploi, telles que des annonces dans des journaux étrangers; à leur arrivée, les trafiquants les soumettent au trafic sexuel. Les enfants nés hors des Bahamas de citoyennes bahaméennes ou aux Bahamas de parents nés à l'étranger qui ne reçoivent pas automatiquement la nationalité bahaméenne courent un risque accru de traite. Les personnes attirées pour un emploi et celles impliquées dans la prostitution et les danses exotiques et les migrants illégaux sont particulièrement vulnérables à la traite. Les trafiquants confisquaient auparavant les passeports des victimes, mais permettent actuellement souvent aux victimes de conserver leurs documents au cas où elles seraient interrogées par les forces de l'ordre.
Le gouvernement a adopté des amendements (en vigueur depuis le 31 mars 2017) au code de procédure pénale et à la loi de 2008 pour permettre aux procureurs de poursuivre les affaires de traite directement devant la Cour suprême sans qu'il soit nécessaire de saisir d'abord un tribunal de première instance; et a créé une nouvelle infraction qui criminalise l'organisation, l'engagement ou le fait de diriger une autre personne vers la traite des personnes.
Le Bureau de surveillance et de lutte contre la traite des personnes du département d'État des États-Unis classe les Bahamas comme un pays de « niveau 1 ».